# Final del Torneo Apertura 2024 (Colombia)
La final del Torneo Apertura 2024 de Colombia fue una serie de partidos de fútbol que se disputaron entre el 8 y 15 de junio de 2024 para definir el campeón de la nonagésima octava (98.ª) edición de la Categoría Primera A, máxima categoría del fútbol profesional de Colombia. Esta llave representó la última fase de la competición y la disputaron Atlético Bucaramanga y Santa Fe, ganadores de los grupos A y B de los cuadrangulares semifinales del torneo.
En esta fase, la regla del gol de visitante no se tomó en cuenta como medida de desempate en caso de empate en goles ni hubo tiempos extras una vez finalizados los 180 minutos reglamentarios de la llave, sino que directamente se procedería a definir la llave por tiros desde el punto penal. En el partido de vuelta fue local Santa Fe, por ser el equipo con mejor puntaje acumulado del torneo (sumatoria de puntos obtenidos por cada equipo en las fases previas a la final).
Atlético Bucaramanga obtuvo su primer título de liga en esta final, al vencer a Santa Fe por tiros desde el punto penal luego de igualar a tres goles en el marcador global, producto de una victoria 1:0 en el partido de ida jugado en Bucaramanga y una derrota por tres goles a dos en el partido de vuelta jugado en Bogotá. Como ganador de esta llave y en consecuencia, del campeonato, Atlético Bucaramanga obtuvo el derecho a disputar la Copa Libertadores 2025 desde la fase de grupos y la Superliga de Colombia 2025. Al igual que al campeón del torneo Finalización, al vencedor de la final se le otorgó un premio de 500 mil dólares (cerca de 1900 millones de pesos colombianos) por parte de Conmebol y la Federación Colombiana de Fútbol, los cuales se suman a un premio de 1000 millones de pesos entregado por la Dimayor y a los 3 millones de dólares que recibe el equipo al obtener su clasificación a la fase de grupos de la Copa Libertadores, más 300 mil dólares por partido ganado en esa instancia.

## Llave
|                  | vs. | Bandera de Santander (Colombia) |
| ---------------- | --- | ------------------------------- |
| Santa Fe 0 3 (5) | vs. | Atlético Bucaramanga 1 2 3 (6)  |

## Estadios
| Bucaramanga           | Bogotá                            |
| --------------------- | --------------------------------- |
| Estadio Alfonso López | Estadio Nemesio Camacho El Campín |
| Capacidad: 25 000     | Capacidad: 36 343                 |
|                       |                                   |

## Antecedentes
Esta fue la primera ocasión en la cual Atlético Bucaramanga y Santa Fe se enfrentaron en una final de la máxima categoría del fútbol profesional colombiano, siendo la segunda vez que Atlético Bucaramanga alcanzó la instancia final del campeonato y primera desde 2002, cuando se comenzaron a otorgar títulos mediante torneos cortos. La anterior aparición del onceno santandereano en una final había sido 26 años y seis meses atrás en el Campeonato colombiano 1996-97, en la cual fue derrotado por el América de Cali.
Por su parte, Santa Fe disputó por octava vez una final de liga bajo la modalidad de torneos cortos, de las cuales ganó tres (Apertura 2012, Finalización 2014 y Finalización 2016), mientras que su última aparición en una final fue en el Campeonato colombiano 2020, cayendo ante el América de Cali.

## Estadísticas

### Enfrentamientos previos en 2024
Previo a esta final, los dos equipos se enfrentaron dos veces en el año: una vez en la fase todos contra todos del torneo y una vez en la tercera fase de la Copa Colombia 2024, con un balance de un triunfo del cuadro leopardo y un empate:
| Apertura      | Todos contra todos | Santa Fe | 0 : 1 | Atlético Bucaramanga | Nemesio Camacho El Campín | 6 de febrero | 20:20 |
| Copa Colombia | Fase III           | Santa Fe | 1 : 1 | Atlético Bucaramanga | Nemesio Camacho El Campín | 15 de mayo   | 18:00 |

### Campaña de los finalistas
A continuación se encuentran tabuladas las estadísticas del Atlético Bucaramanga y de Santa Fe en las fases previas a la final (todos contra todos y cuadrangulares semifinales):
| Equipos              | PJ | PG | PE | PP | GF | GC | Dif. | Pts. | Rend.  |
| -------------------- | -- | -- | -- | -- | -- | -- | ---- | ---- | ------ |
| Atlético Bucaramanga | 25 | 13 | 7  | 5  | 28 | 13 | 15   | 46   | 61,3 % |
| Santa Fe             | 25 | 15 | 5  | 5  | 30 | 13 | 17   | 50   | 66,7 % |

#### Atlético Bucaramanga
| Fecha                                                                                          | Fase                               | Estadio                                      | Local                  | Resultado | Visitante            |
| ---------------------------------------------------------------------------------------------- | ---------------------------------- | -------------------------------------------- | ---------------------- | --------- | -------------------- |
| 21 de enero                                                                                    | Todos contra todos                 | Metropolitano Roberto Meléndez, Barranquilla | Junior                 | 2 : 0     | Atlético Bucaramanga |
| 28 de enero                                                                                    | Todos contra todos                 | Alfonso López, Bucaramanga                   | Atlético Bucaramanga   | 0 : 0     | Millonarios          |
| 2 de febrero                                                                                   | Todos contra todos                 | Jaraguay, Montería                           | Jaguares               | 0 : 1     | Atlético Bucaramanga |
| 6 de febrero                                                                                   | Todos contra todos                 | El Campín, Bogotá                            | Santa Fe               | 0 : 1     | Atlético Bucaramanga |
| 10 de febrero                                                                                  | Todos contra todos                 | Alfonso López, Bucaramanga                   | Atlético Bucaramanga   | 1 : 1     | Once Caldas          |
| 15 de febrero                                                                                  | Todos contra todos                 | Pascual Guerrero, Cali                       | América de Cali        | 0 : 0     | Atlético Bucaramanga |
| 19 de febrero                                                                                  | Todos contra todos                 | Alfonso López, Bucaramanga                   | Atlético Bucaramanga   | 1 : 0     | Deportivo Pasto      |
| 22 de febrero                                                                                  | Todos contra todos                 | Manuel Murillo Toro, Ibagué                  | Deportes Tolima        | 0 : 0     | Atlético Bucaramanga |
| 3 de marzo                                                                                     | Todos contra todos                 | Alfonso López, Bucaramanga                   | Atlético Bucaramanga   | 3 : 0     | Patriotas            |
| 10 de marzo                                                                                    | Todos contra todos                 | Atanasio Girardot, Medellín                  | Atlético Nacional      | 0 : 0     | Atlético Bucaramanga |
| 16 de marzo                                                                                    | Todos contra todos                 | Alfonso López, Bucaramanga                   | Atlético Bucaramanga   | 4 : 0     | La Equidad           |
| 24 de marzo                                                                                    | Todos contra todos                 | Alfonso López, Bucaramanga                   | Atlético Bucaramanga   | 3 : 1     | Envigado F. C.       |
| 27 de marzo                                                                                    | Todos contra todos                 | Alfonso López, Bucaramanga                   | Atlético Bucaramanga   | 1 : 0     | Águilas Doradas      |
| 31 de marzo                                                                                    | Todos contra todos                 | Hernán Ramírez Villegas, Pereira             | Deportivo Pereira      | 1 : 2     | Atlético Bucaramanga |
| 6 de abril                                                                                     | Todos contra todos                 | Alfonso López, Bucaramanga                   | Atlético Bucaramanga   | 2 : 1     | Deportivo Cali       |
| 14 de abril                                                                                    | Todos contra todos                 | Atanasio Girardot, Medellín                  | Independiente Medellín | 1 : 0     | Atlético Bucaramanga |
| 19 de abril                                                                                    | Todos contra todos                 | Alfonso López, Bucaramanga                   | Atlético Bucaramanga   | 2 : 3     | Boyacá Chicó         |
| 22 de abril                                                                                    | Todos contra todos                 | Metropolitano de Techo, Bogotá               | Fortaleza CEIF         | 0 : 2     | Atlético Bucaramanga |
| 28 de abril                                                                                    | Todos contra todos                 | Alfonso López, Bucaramanga                   | Atlético Bucaramanga   | 1 : 0     | Alianza F. C.        |
| Atlético Bucaramanga avanzó de fase como primero (1.º) en el todos contra todos con 38 puntos. |                                    |                                              |                        |           |                      |
| 4 de mayo                                                                                      | Cuadrangulares semifinales Grupo A | Hernán Ramírez Villegas, Pereira             | Deportivo Pereira      | 1 : 0     | Atlético Bucaramanga |
| 11 de mayo                                                                                     | Cuadrangulares semifinales Grupo A | Alfonso López, Bucaramanga                   | Atlético Bucaramanga   | 0 : 0     | Junior               |
| 19 de mayo                                                                                     | Cuadrangulares semifinales Grupo A | El Campín, Bogotá                            | Millonarios            | 0 : 1     | Atlético Bucaramanga |
| 22 de mayo                                                                                     | Cuadrangulares semifinales Grupo A | Alfonso López, Bucaramanga                   | Atlético Bucaramanga   | 0 : 0     | Millonarios          |
| 25 de mayo                                                                                     | Cuadrangulares semifinales Grupo A | Metropolitano Roberto Meléndez, Barranquilla | Junior                 | 1 : 0     | Atlético Bucaramanga |
| 2 de junio                                                                                     | Cuadrangulares semifinales Grupo A | Alfonso López, Bucaramanga                   | Atlético Bucaramanga   | 3 : 1     | Deportivo Pereira    |
| Atlético Bucaramanga avanzó de fase como ganador del grupo A con 8 puntos.                     |                                    |                                              |                        |           |                      |

|  |                                   |
|  | Triunfo del Atlético Bucaramanga. |
|  | Empate.                           |
|  | Derrota del Atlético Bucaramanga. |

#### Santa Fe
| Fecha                                                                             | Fase                               | Estadio                              | Local                  | Resultado | Visitante            |
| --------------------------------------------------------------------------------- | ---------------------------------- | ------------------------------------ | ---------------------- | --------- | -------------------- |
| 22 de enero                                                                       | Todos contra todos                 | Departamental Libertad, Pasto        | Deportivo Pasto        | 0 : 1     | Santa Fe             |
| 27 de enero                                                                       | Todos contra todos                 | El Campín, Bogotá                    | Santa Fe               | 3 : 1     | Envigado F. C.       |
| 30 de enero                                                                       | Todos contra todos                 | Metropolitano de Techo, Bogotá       | La Equidad             | 1 : 0     | Santa Fe             |
| 6 de febrero                                                                      | Todos contra todos                 | El Campín, Bogotá                    | Santa Fe               | 0 : 1     | Atlético Bucaramanga |
| 10 de febrero                                                                     | Todos contra todos                 | Atanasio Girardot, Medellín          | Independiente Medellín | 1 : 1     | Santa Fe             |
| 13 de febrero                                                                     | Todos contra todos                 | El Campín, Bogotá                    | Santa Fe               | 1 : 0     | Deportivo Cali       |
| 17 de febrero                                                                     | Todos contra todos                 | Hernán Ramírez Villegas, Pereira     | Deportivo Pereira      | 1 : 0     | Santa Fe             |
| 21 de febrero                                                                     | Todos contra todos                 | El Campín, Bogotá                    | Santa Fe               | 3 : 0     | Junior               |
| 26 de febrero                                                                     | Todos contra todos                 | La Independencia, Tunja              | Boyacá Chicó           | 1 : 2     | Santa Fe             |
| 3 de marzo                                                                        | Todos contra todos                 | Armando Maestre Pavajeau, Valledupar | Alianza F. C.          | 0 : 1     | Santa Fe             |
| 9 de marzo                                                                        | Todos contra todos                 | El Campín, Bogotá                    | Santa Fe               | 2 : 0     | Fortaleza CEIF       |
| 17 de marzo                                                                       | Todos contra todos                 | El Campín, Bogotá                    | Santa Fe               | 1 : 1     | Deportes Tolima      |
| 24 de marzo                                                                       | Todos contra todos                 | Alberto Grisales, Rionegro           | Águilas Doradas        | 1 : 1     | Santa Fe             |
| 27 de marzo                                                                       | Todos contra todos                 | El Campín, Bogotá                    | Millonarios            | 3 : 1     | Santa Fe             |
| 31 de marzo                                                                       | Todos contra todos                 | El Campín, Bogotá                    | Santa Fe               | 3 : 0     | Patriotas            |
| 13 de abril                                                                       | Todos contra todos                 | El Campín, Bogotá                    | Santa Fe               | 0 : 0     | Atlético Nacional    |
| 16 de abril                                                                       | Todos contra todos                 | Palogrande, Manizales                | Once Caldas            | 0 : 1     | Santa Fe             |
| 21 de abril                                                                       | Todos contra todos                 | El Campín, Bogotá                    | Santa Fe               | 1 : 0     | América de Cali      |
| 28 de abril                                                                       | Todos contra todos                 | Jaraguay, Montería                   | Jaguares               | 1 : 0     | Santa Fe             |
| Santa Fe avanzó de fase como cuarto (4.º) en el todos contra todos con 34 puntos. |                                    |                                      |                        |           |                      |
| 5 de mayo                                                                         | Cuadrangulares semifinales Grupo B | El Campín, Bogotá                    | Santa Fe               | 1 : 0     | Deportes Tolima      |
| 12 de mayo                                                                        | Cuadrangulares semifinales Grupo B | Metropolitano de Techo, Bogotá       | La Equidad             | 0 : 2     | Santa Fe             |
| 18 de mayo                                                                        | Cuadrangulares semifinales Grupo B | Palogrande, Manizales                | Once Caldas            | 0 : 0     | Santa Fe             |
| 23 de mayo                                                                        | Cuadrangulares semifinales Grupo B | El Campín, Bogotá                    | Santa Fe               | 1 : 0     | Once Caldas          |
| 26 de mayo                                                                        | Cuadrangulares semifinales Grupo B | El Campín, Bogotá                    | Santa Fe               | 2 : 0     | La Equidad           |
| 2 de junio                                                                        | Cuadrangulares semifinales Grupo B | Manuel Murillo Toro, Ibagué          | Deportes Tolima        | 1 : 2     | Santa Fe             |
| Santa Fe avanzó de fase como ganador del grupo B con 16 puntos.                   |                                    |                                      |                        |           |                      |

|  |                      |
|  | Triunfo de Santa Fe. |
|  | Empate.              |
|  | Derrota de Santa Fe. |

## Campeón
|                                          |
| Bandera de Colombia                      |
| Campeón Atlético Bucaramanga 1.er título |

## Datos adicionales
- Con su título, el Atlético Bucaramanga obtuvo su primera estrella[n 1], y también el primer título para cualquier club representante de Santander en el fútbol colombiano. De igual manera, se convirtió en el decimosexto club en coronarse campeón del fútbol colombiano.[11]
- La derrota en la final significó el séptimo subcampeonato para el Independiente Santa Fe.
- El cuadro auriverde clasificó a la Copa Libertadores de América por segunda ocasión, luego de su aparición previa en 1998.